# Юханссон, Клас
Клас Эдвин Юханссон (швед. Claes Edvin Johanson; 4 ноября 1884, Хюссна, Маркская коммуна, лен Вестра-Гёталанд, Швеция — 9 марта 1949, Гётеборг, Швеция) — шведский борец греко-римского стиля, двукратный чемпион Олимпийских игр, чемпион неофициального чемпионата Европы 1913 года.

## Биография
На Летних Олимпийских играх 1912 года в Стокгольме боролся в весовой категории до 75 килограммов (средний вес «А»). Схватка по регламенту турнира продолжалась 30 минут, по окончании 30-минутного раунда судьи могли назначить ещё 30-минутный раунд и так далее, без ограничения количества дополнительных раундов. Победителем признавался спортсмен, сумевший тушировать соперника или по решению судей; также оба соперника могли быть объявлены проигравшими ввиду пассивного ведения борьбы. В среднем весе «А» борьбу за медали вели 38 спортсменов. Турнир проводился по системе с выбыванием после двух поражений; оставшиеся борцы разыгрывали медали между собой.
После того, как Клас Юханссон в первом круге тушировал на 8-й минуте явного фаворита турнира, двукратного победителя международных чемпионатов Алоиса Тотушека, до пятого круга проблем у борца не было. В пятом круге вместе с известным финским борцом Альпо Асикайненом был дисквалифицирован за пассивное ведение борьбы. Для каждого это поражение было первым на турнире. В финале Клас Юханссон должен был бороться с российским борцом Мартином Клейном, но последний, будучи полностью вымотанным состоявшейся накануне 11-часовой схваткой с Асикайненом, на схватку не явился и шведский борец получил звание чемпиона олимпийских игр.
| Выступление на Олимпийских играх 1912 года | Выступление на Олимпийских играх 1912 года | Выступление на Олимпийских играх 1912 года | Выступление на Олимпийских играх 1912 года | Выступление на Олимпийских играх 1912 года | Выступление на Олимпийских играх 1912 года | Выступление на Олимпийских играх 1912 года |
| Круг                                       | Соперник                                   | Страна                                     | Результат                                  | Баллы                                      | Всего баллов                               | Время схватки                              |
| ------------------------------------------ | ------------------------------------------ | ------------------------------------------ | ------------------------------------------ | ------------------------------------------ | ------------------------------------------ | ------------------------------------------ |
| 1                                          | Алоис Тотушек                              | Австрия                                    | Победа Туше                                |                                            |                                            | 7:09                                       |
| 2                                          | Теодор Тиркконен                           | Финляндия                                  | Победа По очкам                            |                                            |                                            | 1:00                                       |
| 3                                          |                                            |                                            |                                            |                                            |                                            |                                            |
| 4                                          | Фридольф Лундстен                          | Финляндия                                  | Победа По очкам                            |                                            |                                            | 30:00                                      |
| 5                                          | Альпо Асикайнен                            | Финляндия                                  | Поражение Дисквалификация борцов           |                                            |                                            | 1:00                                       |
| 6                                          | Аугуст Йоккинен                            | Финляндия                                  | Победа Туше                                |                                            |                                            | 50:00                                      |
| 7                                          | Конрад Эберг                               | Швеция                                     | Победа По очкам                            |                                            |                                            | 26:00                                      |
| Финал                                      | Мартин Клейн                               | Россия                                     | Победа Неявка соперника                    |                                            |                                            | 0:00                                       |

На Летних Олимпийских играх 1920 года в Антверпене боролся в весовой категории до 82,5 килограммов (полутяжёлый вес). Схватка по регламенту турнира продолжалась два раунда по 10 минут, и если никто из борцов в течение этих раундов не тушировал соперника, назначался дополнительный раунд, продолжительностью 20 минут, и после него (или во время него) победа присуждалась по решению судей. В отдельных случаях для выявления победителя мог быть назначен ещё один дополнительный раунд, продолжительностью 10 минут. Однако после первого дня соревнований организаторы пришли к выводу, что при такой системе они не успеют провести соревнования, и время схватки сократили до одного 10-минутного раунда, в котором победить можно было только на туше и 15-минутного дополнительного раунда, после которого победа отдавалась по решению судей. В полутяжёлом весе борьбу за медали вели 18 спортсменов. Турнир проводился по системе с выбыванием после поражения; выигравшие во всех схватках проводили свой турнир за первое место, проигравшие чемпиону разыгрывали в своём турнире второе место, проигравшие проигравшим чемпиону разыгрывали в своём турнире третье место. Победив во всех схватках Клас Юхассон стал двукратным олимпийским чемпионом.
| Выступление на Олимпийских играх 1920 года | Выступление на Олимпийских играх 1920 года | Выступление на Олимпийских играх 1920 года | Выступление на Олимпийских играх 1920 года | Выступление на Олимпийских играх 1920 года | Выступление на Олимпийских играх 1920 года | Выступление на Олимпийских играх 1920 года |
| Круг                                       | Соперник                                   | Страна                                     | Результат                                  | Баллы                                      | Всего баллов                               | Время схватки                              |
| ------------------------------------------ | ------------------------------------------ | ------------------------------------------ | ------------------------------------------ | ------------------------------------------ | ------------------------------------------ | ------------------------------------------ |
| 1                                          | Эдиль Розенквист                           | Австрия                                    | Победа По очкам                            |                                            |                                            | 29:15                                      |
| 2                                          | Йоханнес Эриксен                           | Дания                                      | Победа Туше                                |                                            |                                            | 6:39                                       |
| 3                                          | Аксель Тетенс                              | Дания                                      | Победа Туше                                |                                            |                                            | 16:57                                      |
| 4                                          | Ян Синт                                    | Нидерланды                                 | Победа Туше                                |                                            |                                            | 17:32                                      |

На Летних Олимпийских играх 1924 года в Париже боролся в весовой категории свыше 82 килограммов (тяжёлый вес). Выиграв в первой схватке, во второй проиграл и выбыл из турнира 
| Выступление на Олимпийских играх 1924 года | Выступление на Олимпийских играх 1924 года | Выступление на Олимпийских играх 1924 года | Выступление на Олимпийских играх 1924 года | Выступление на Олимпийских играх 1924 года | Выступление на Олимпийских играх 1924 года | Выступление на Олимпийских играх 1924 года |
| Круг                                       | Соперник                                   | Страна                                     | Результат                                  | Баллы                                      | Всего баллов                               | Время схватки                              |
| ------------------------------------------ | ------------------------------------------ | ------------------------------------------ | ------------------------------------------ | ------------------------------------------ | ------------------------------------------ | ------------------------------------------ |
| 1                                          | Отто Желки                                 | Венгрия                                    | Победа По очкам                            |                                            |                                            | 26:00                                      |
| 2                                          | Анри Деглан                                | Франция                                    | Поражение По очкам                         |                                            |                                            | 26:00                                      |